# Урал (компьютер)
«Урал» — семейство советских цифровых ЭВМ общего назначения. Разрабатывались с начала 1955 года на предприятии п/я 24 в г. Пензе под руководством главного конструктора Башира Рамеева. Серийное производство — на Заводе счётно-аналитических машин (САМ) в г.Пенза. Всего, с 1955 по 1975 год было выпущено почти 700 машин «Урал».

## Ламповые
«Урал-1»
Основная статья: Урал-1
Малая ЭВМ на ламповой основе. Одноадресная система команд. Быстродействие — 100 оп/с. ОЗУ на магнитном барабане (1024 слова). Внешнее запоминающее устройство на магнитной ленте (40 000 слов). Устройство ввода-вывода — перфолента (10 000 слов). Выпускалась серийно с 1957 года в Пензе.
«Урал-2», «Урал-3»
Основная статья: Урал-2
ОЗУ на ферритовых сердечниках.
«Урал-4»
Выпускалась с 1961 года.
Машины ряда «Урал-2» — «Урал-3» — «Урал-4» программно и аппаратно совместимы между собой.

## Полупроводниковые
«Урал-11»
Первая полупроводниковая машина семейства «Урал». Одноадресная система команд. Выпускалась с 1964 года.
«Урал-14»
Выпускалась с 1965 года
«Урал-16»
Старшая и наиболее производительная машина серии. Была выпущена в единственном экземпляре, в 1969 году.
Модели ряда «Урал-11» — «Урал-14» — «Урал-16» были аппаратно и программно совместимы между собой, имелся широкий набор периферийных устройств с унифицированным способом подключения. Это позволяло собирать комплект, оптимально подходящий для каждого конкретного заказчика.